# Totally Circus
Totally Circus é uma série de  30 minutos de infantil que foi ao ar no Disney Channel. Ele estreou dia 16 de junho, de 2000, e terminou no dia 24 de setembro de 2000.

## Episódios
1. "Seletiva!" – 6/16/2000
2. "Totalmente Cansado Troupers!" – 6/18/2000
3. "Totalmente Ansiosa!" – 6/25/2000
4. "Totalmente Rigoroso!" – 7 de fevereiro de 2000
5. "Totalmente NOVA e Aterrorizante Atos!" – 7 de setembro de 2000
6. "Totalmente De Temperaturas Quentes!" – 7/23/2000
7. "O Total De Chuva, O Total De Dor!" – 8 de junho de 2000
8. "Totalmente Com Ciúmes!" – 8/13/2000
9. "Totalmente Edificante!" – 8/20/2000
10. "Totalmente Para Trás!" – 8/27/2000
11. "Totalmente Brincando!" – 9 de março de 2000
12. "Totalmente Cansado!" 9 de outubro de 2000
13. "Totalmente Demasiado Curta O Verão!" – 9/17/2000
14. "Totalmente Alegre, Totalmente Lágrimas!" – 9/24/2000